# Fluminense EC
Der Fluminense Esporte Clube, in der Regel nur kurz Fluminense-PI oder Fluminense genannt, ist ein Fußballverein aus Teresina im brasilianischen Bundesstaat Piauí.
Aktuell spielt der Verein in der vierten brasilianischen Liga, der Série D,  der Staatsmeisterschaft von Ceará und der Copa do Brasil.

## Geschichte
Der Verein wurde am 31. Januar 1938 als Automóvel Esporte Clube gegründet. 1948 wurde er in seinen heutigen Namen Fluminense Esporte Clube umbenannt.

## Erfolge
- Staatsmeisterschaft von Piauí - Segunda Divisão: 1967, 2020

## Stadion
Der Verein trägt seine Heimspiele im Estádio Lindolfo Monteiro, auch bekannt als Lindolfinho, in Teresina aus. Das Stadion hat ein Fassungsvermögen von 12.760 Personen.

## Trainerchronik
Stand: Oktober 2024
| Trainer            | Nation    | von             | bis               |
| ------------------ | --------- | --------------- | ----------------- |
| Marcelo Vilar      | Brasilien | 1. Januar 2022  | 31. Dezember 2022 |
| Eduardo dos Santos | Brasilien | 1. Januar 2023  | ?                 |
| Higor César        | Brasilien | 11. Januar 2024 | 29. April 2024    |
| Ito Roque          | Brasilien | 6. Mai 2024     |                   |